# UFC on ESPN: Błachowicz vs. Rakić
 Błachowicz vs. Rakić (conosciuto anche come UFC on ESPN 36, oppure UFC Vegas 54)  è stato un evento di arti marziali miste tenuto dalla Ultimate Fighting Championship il 7 maggio 2022 all'UFC Apex di Las Vegas, negli Stati Uniti.

## Risultati
|                  | Divisione             |                   |                 |                   | Metodo                                      | Round           | Tempo           | Premio          |
| Card Principale  | Card Principale       | Card Principale   | Card Principale | Card Principale   | Card Principale                             | Card Principale | Card Principale | Card Principale |
| ---------------- | --------------------- | ----------------- | --------------- | ----------------- | ------------------------------------------- | --------------- | --------------- | --------------- |
|                  | Pesi mediomassimi     | Jan Błachowicz    | batte           | Aleksandar Rakić  | KO tecnico (infortunio al ginocchio)        | 3               | 1:11            |                 |
|                  | Pesi mediomassimi     | Ryan Spann        | batte           | Ion Cuțelaba      | Sottomissione (guillotine choke)            | 1               | 2:22            | POTN            |
|                  | Pesi gallo            | Davey Grant       | batte           | Louis Smolka      | KO (pugni)                                  | 3               | 0:49            |                 |
|                  | Pesi mosca femminili  | Katlyn Chookagian | batte           | Amanda Ribas      | Decisione non unanime (28–29, 29–28, 29–28) | 3               | 5:00            | FOTN            |
|                  | Pesi leggeri          | Manuel Torres     | batte           | Frank Camacho     | KO tecnico (pugni)                          | 1               | 3:27            | POTN            |
|                  | Pesi mosca            | Allan Nascimento  | batte           | Jake Hadley       | Decisione unanime (30–27, 30–27, 30–27)     | 3               | 5:00            |                 |
| Card Preliminare |                       |                   |                 |                   |                                             |                 |                 |                 |
|                  | Pesi mosca femminili  | Viviane Araújo    | batte           | Andrea Lee        | Decisione unanime (29–28, 29–27, 29–27)     | 3               | 5:00            |                 |
|                  | Pesi leggeri          | Michael Johnson   | batte           | Alan Patrick      | KO (pugni)                                  | 2               | 3:22            |                 |
|                  | Pesi paglia femminili | Virna Jandiroba   | batte           | Angela Hill       | Decisione unanime (30–27, 30–27, 30–27)     | 3               | 5:00            |                 |
|                  | Pesi mosca            | Tatsuro Taira     | batte           | Carlos Candelario | Decisione unanime (30–26, 30–27, 30–27)     | 3               | 5:00            |                 |
|                  | Pesi medi             | Andre Petroski    | batte           | Nick Maximov      | Sottomissione tecnica (anaconda choke)      | 1               | 1:16            |                 |

## Premi
I lottatori premiati ricevettero un bonus di 50.000 dollari.
Legenda:
- FOTN: Fight of the Night (vengono premiati entrambi gli atleti per il miglior incontro dell'evento)
- POTN: Performance of the Night (viene premiato il vincitore per la migliore performance dell'evento)